# ريم فرينة
ريم عمر فرينة هي ناشطة فلسطينية في مجال حقوق الإنسان. وهي أيضًا المديرة التنفيذية لجمعية عائشة لحماية المرأة والطفل (AISHA).

## سيرتها الشخصية
تعمل ريم فرينة في مجال حماية المرأة والطفل في فلسطين منذ 1993. درست الرياضيات بجانب نشاطها. بعد حصولها على البكالورويوس عملت كمعلمة في مدرسة ابتدائية. وقد تواصلت مع إياد السراج خلال دورة تدريبية مدتها عام واحد ضمن برنامج غزة للصحة النفسية (GCMHP). الذي شجعها على دراسة علم النفس، لتحصل في 2011 على درجة ماجستير في علم النفس من كلية التربية، جامعة الأزهر بغزة. حملت أطروحتها عنوان «الاتجاه نحو الالتزام الديني وعلاقته بالتوافق الزوجي لدى عينة من الأفراد المتزوجين في مدينة غزة».
تطورت إحدى البرامج لدى برنامج غزة للصحة النفسية ليصبح جمعية عائشة لحماية المرأة والطفل، وهي منظمة نسائية فلسطينية مستقلة تعمل على تحقيق التكامل بين الجنسين من خلال التمكين الاقتصادي والدعم النفسي والاجتماعي للفئات المهمشة في قطاع غزة مع التركيز على مدينة غزة والمنطقة الشمالية. عندما أصبحت عائشة مؤسسة مستقلة في 2009، تعينت فرينة كمنسقة لبرامجها. وأصبحت فيما بعد المديرة التنفيذية للجمعية في 2013.
تشمل معظم أنشطتها التدريس وتقديم مجموعة متنوعة من الخدمات للنساء والأطفال الأكثر تهميشًا في غزة. كتبت أيضًا مقالات ودراسات وورقات عمل وشاركت في ندوات حول هذا الموضوع، ونظمت ورش عمل مع ممثلين مختلفين، مثل ممثلين عن الحكومة الفلسطينية وبنك فلسطين والمؤسسة الألمانية للتعاون الدولي بين آخرون.